# Teleprogreso
TeleProgreso es un canal de televisión abierta hondureño que emite desde la ciudad de El Progreso, en el departamento de Yoro. Es operado por la Compañía Televisora El Progreso S de R.L.

## Programas
Informativos
- TP Noticias (antes Noticiero Teleprogreso)
- Telediario (San Pedro Sula)
- Primera Plana
- El Progreso Hoy
- Honduras Hoy (Noticiero de los 18 canales de la RNTV)
- Línea Abierta
- Extra Noticias

Internacionales
- EuroNews

Deportivos
- Deportes Hoy
- Fútbol y Más (San Pedro Sula)

Entretenimiento
- Buenos Días Mi Gente
- Despacho Legal
- Documentales
- Remembrazas
- Atardecer Cultural
- En Otra Onda
- En Honor A La Verdad
- Consejos de Salud
- Sin Reservas
- Enfoque Cristiano
- Sin Límites
- Pulso Latino
- Ma-Ka-Nudísimo
- De Colores
- Confidencias
- Solo Románticas
- 100% K-Tracho
- Domingo a Domingo
- Escenarios
- Misa Dominical
- Perfiles de Nuestra Gente
- De Viaje Con Flor
- Made in Honduras
- Sal y Pimienta Catracho
- Generación Like

Musicales
- Más Músika
- Retro Music